# キアラ・モローニ
キアラ・モローニ（イタリア語: Chiara Moroni、1974年10月23日）はイタリアの女性政治家。元代議院議員。

## 概要
ブレシア県イゼーオで生まれたが、ローマで育った。父は汚職の捜査に関与し、自殺した社会党の代議院議員のセルジオ・モローニ。
パルマ大学で薬学を学び、卒業後はブレシア大学医学・外科学部の薬学専攻で研究奨学生となった。
モローニは父の死後に新イタリア社会党から2001年5月の総選挙に出馬した。26歳で最年少での当選となった。
2013年の総選挙ではイタリアのための未来と自由から出馬し、5選目を目指していたが、落選した。
2015年 ブリストル・マイヤーズ スクイブに入社し、2018年からイノベーティブビジネスユニットのディレクターに就いた。